# Adnan Kojic
Adnan Kojic, född 28 oktober 1995, är en svensk fotbollsspelare som spelar för IK Sleipner.

## Karriär
Kojic började sin seniorkarriär i IFK Norrköping, men lämnade klubben för att få mer speltid.
I december 2015 värvades Kojic av Halmstads BK genom ett tvåårskontrakt. I januari 2018 skrev han sedan på ett treårskontrakt med AFC Eskilstuna, där han var fram till 2020.
I juli 2021 gick Kojic till Varbergs BoIS. Efter säsongen 2021 lämnade han klubben.
Inför säsongen 2022 skrev han i mars på ett korttidskontrakt med IF Sylvia fram till sommaren, för att i juli acceptera ett kontrakt från Kalmar FF för resten av säsongen. Kojic fick dock ingen speltid i allsvenskan under hösten och lämnade klubben efter säsongen 2022.
I augusti 2023 gick Kojic till division 2-klubben IK Sleipner.